# Janine Turner
Janine Turner, właśc. Janine Loraine Gauntt (ur. 6 grudnia 1962 w Lincoln) – amerykańska aktorka, reżyser, scenarzystka oraz producentka filmowa i telewizyjna.

## Filmografia
- Tai Pan (1986) jako Shevaun Tillman
- Stalowe magnolie (Steel Magnolias, 1989) jako Nancy Beth Marmillion
- Przystanek Alaska (Northern Exposure; serial telewizyjny, 1990–1995) jako Maggie O’Connell
- Na krawędzi (Cliffhanger, 1993) jako Jessie Deighan
- Dr T. i kobiety (Dr. T and the Women, 2000) jako Dorothy Chambliss
- Życie przede wszystkim (Strong Medicine, 2000–2002) jako dr Dana Stowe